# You Keep Me Hangin' On
You Keep Me Hangin' On è una canzone del 1966 originariamente registrata dal gruppo delle Supremes per la Motown.

## La canzone
Scritta e prodotta dal team produttivo della motown Holland-Dozier-Holland, ed arrivò alla prima posizione della Billboard Hot 100 per due settimane nel novembre 1966, alla prima posizione della soul classifica per quattro settimane ed all'ottava nella Official Singles Chart.
La canzone nel corso degli anni è stata reinterpretata da numerosi artisti. Musicisti come Wilson Pickett, Rod Stewart, Melanie Safka, e Reba McEntire hanno registrato una propria versione del brano, ma quelle di maggior successo rimangono le versioni dei Vanilla Fudge di fine anni sessanta, e quella di Kim Wilde degli anni ottanta.

## Storia del brano
Benché la carriera delle Supremes fosse stata da sempre legata al genere R&B, il precedente singolo You Can't Hurry Love aveva evidenziato la vena gospel delle Supremes, mentre con questa You Keep Me Hangin' On, veniva esplorato un inedito territorio pre-funk.
Molti "elementi" della registrazione, incluse le chitarre, la batteria e la voce della Ross, furono registrati più e più volte e poi sovrapposti l'un l'altro, creando l'effetto di un suono molto più "pieno" dei precedenti brani del gruppo. Il team Holland-Dozier-Holland registrò la canzone per ben nove volte prima di ottenere l'effetto migliore.
You Keep Me Hangin' On fu il primo singolo ad essere estratto dall'album del 1967 The Supremes Sing Holland-Dozier-Holland. La canzone è stata classificata alla posizione 339 della classifica delle 500 migliori canzoni di tutti i tempi secondo la rivista Rolling Stone.

## Tracce
7" Single
Lato A
1. You Can't Hurry Love

Lato B
1. Remove This Doubt

## Cover
- Nel 1967 il gruppo rock psichedelico Vanilla Fudge registrò You Keep Me Hangin' On, due anni dopo la versione delle Supremes. Il singolo raggiunse la sesta posizione della Billboard Hot 100. La versione presente sull'album dei Vanilla Fuge durava quasi sette minuti e fu il primo singolo della loro carriera.[1]
- In Italia, nel 1967, il gruppo beat de I Ribelli ne realizzò una reinterpretazione con testo in italiano, intitolata Chi mi aiuterà, e con un arrangiamento molto simile alla versione dei Vanilla Fudge; questa versione è stata inserita nell'album I Ribelli del 1968, successivamente riproposta dai Kina, nel loro album Parlami ancora, e dai Nomadi nel 2010 nel loro album Raccontiraccolti. Nel 1978 anche il trio discomusic al femminile Le Streghe ne ha fatto una cover intitolata Cosa mi succederà?.
- La canzone fu riproposta, alla fine degli anni sessanta, dal cantautore Tim Buckley in alcuni suoi live ed in una versione molto personale, che si può ascoltare nell'album Dream Letter - Live in London 1968, dove conclude e fa da finale alla struggente Pleasant Street.
- Nel 1980 Mina pubblicò una cover del brano sul suo album Kyrie.
- You Keep Me Hangin' On fu registrata da Kim Wilde nel 1986 per l'album Another Step. Rispetto all'originale, la versione della Wilde fu rielaborata per essere trasformato in un brano power pop e con il testo leggermente modificato. Il singolo ottenne un ottimo successo, in Australia ed Europa ma soprattutto negli Stati Uniti, dove rimase per una settimana al primo posto.
- Rod Stewart nel 1977 rifece una versione blues/rock di You Keep me Hangin' On (nell'album Foot Loose & Fancy Free).
- Tra gli altri celebri artisti ad aver registrato una reinterpretazione del brano si ricordano anche Aretha Franklin, i Theatre of Tragedy, i Rockell, i Ken Boothe, The Smiths.
- Nel 1993 il supergruppo Spin 1ne 2wo formato da Phil Palmer, Paul Carrack, Steve Ferrone, Rupert Hine e Tony Levin registrò un album di cover che comprendeva una bellissima versione di You Keep me Hangin' On.
- Sempre nel 1993 è stata eseguita all'interno della trasmissione televisiva Non è la RAI da Roberta Carrano e successivamente inserita nella compilation Non è la Rai 2.
- Nel 2007 il produttore britannico Mark Ronson ha incorporato una porzione del testo di You Keep Me Hangin' On nel proprio brano Stop Me.
- Nel 2009 Dianna Agron nella serie televisiva americana Glee, in cui interpreta la "cheerleader" Quinn Fabray, ha cantato una nuova versione del brano nell'episodio Guerra aperta.